# Kasteel Eijsden

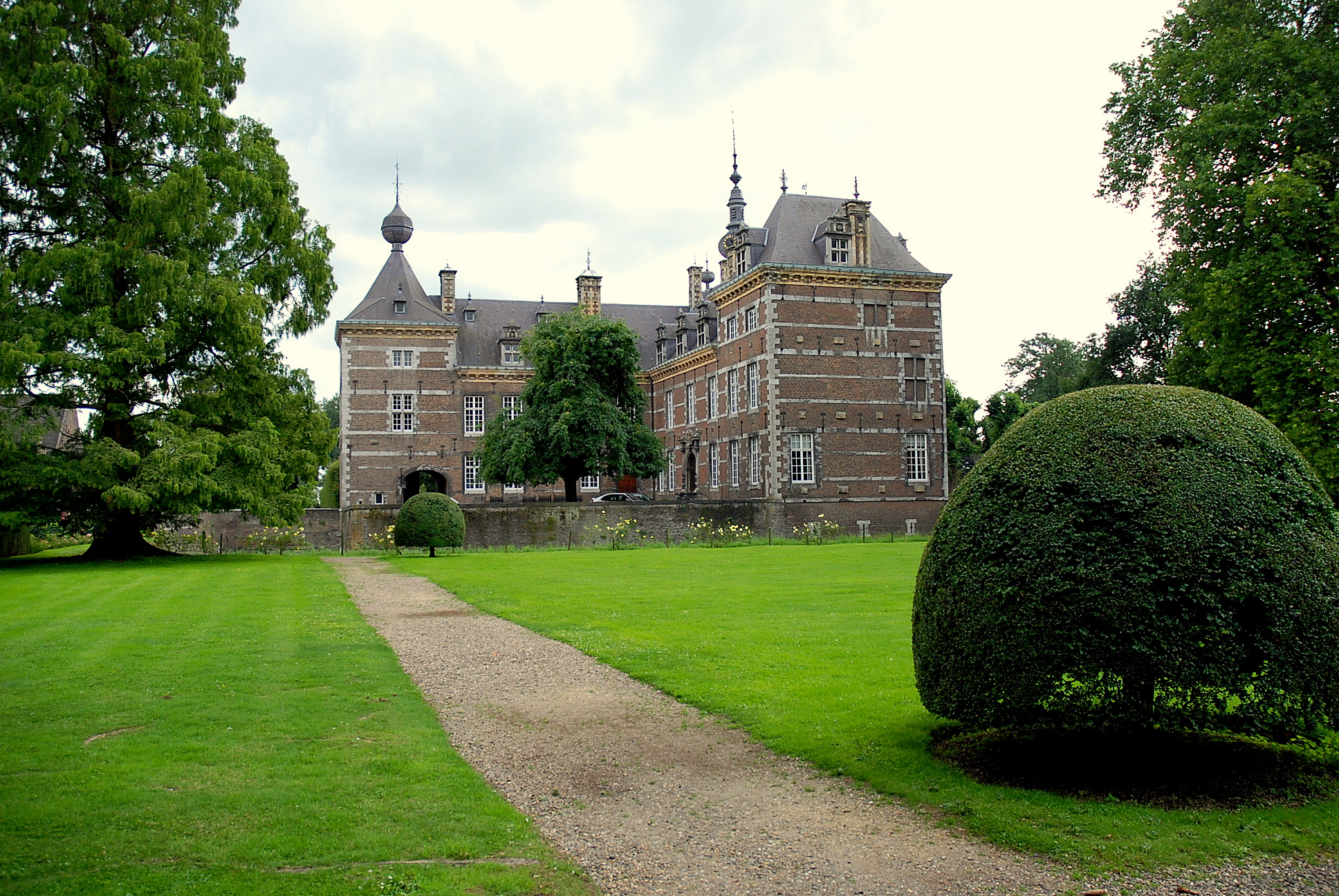
Kasteel Eijsden te Eijsden

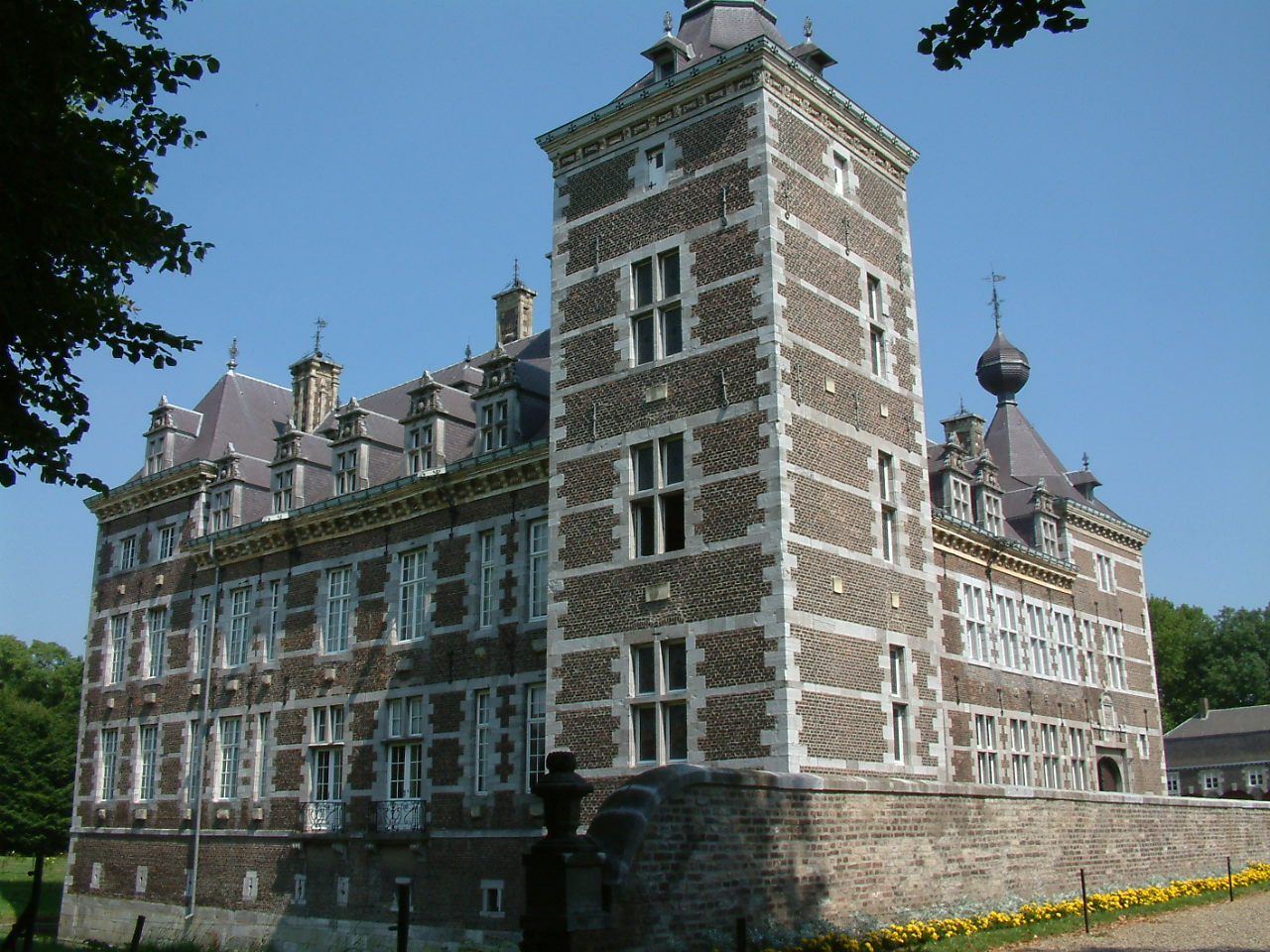
Kasteel Eijsden, westgevel

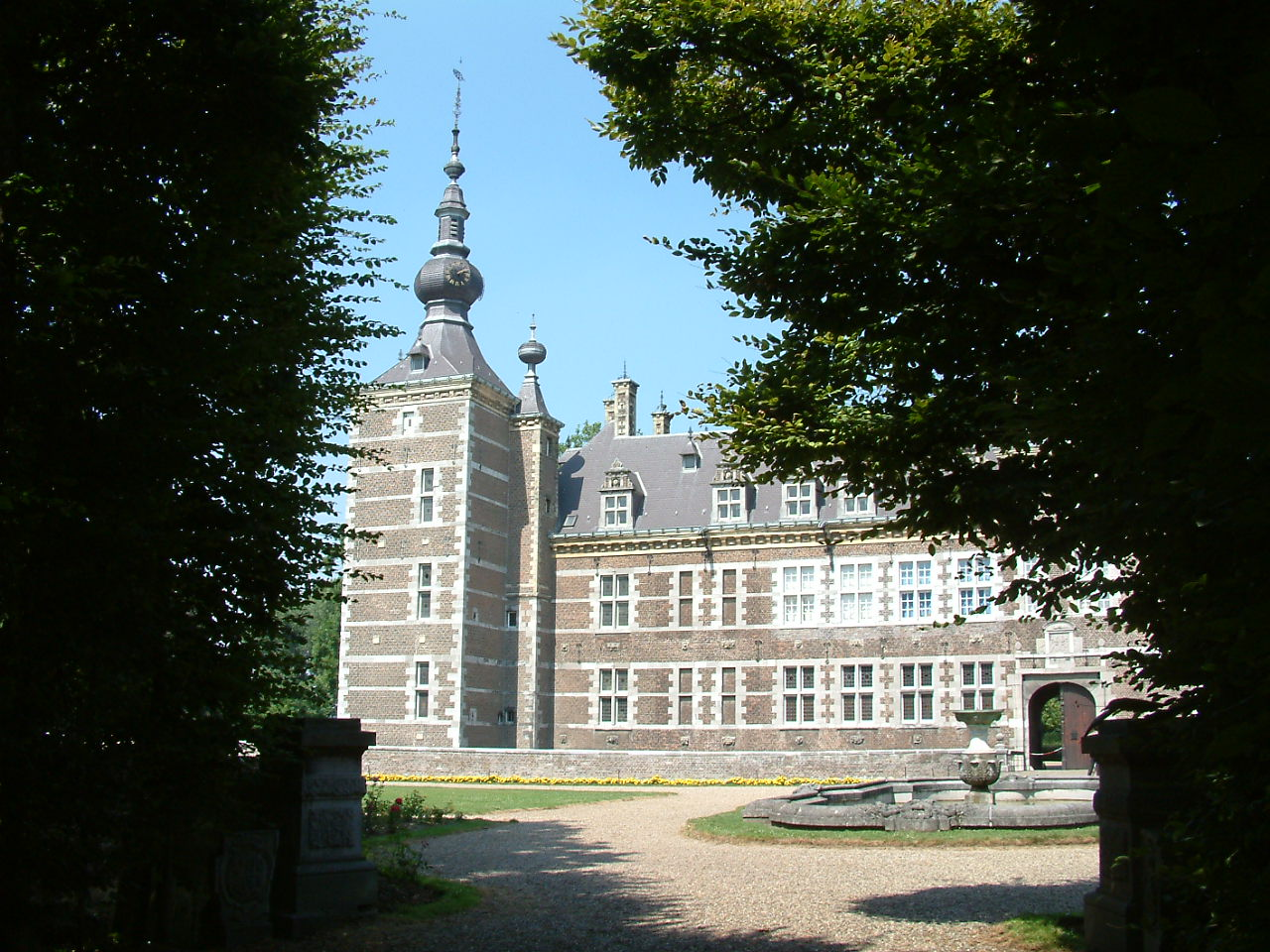
Kasteel Eijsden, zuidgevel

Kasteel Eijsden is een kasteel en rijksmonument in de Nederlands Limburgse gemeente Eijsden-Margraten. Het kasteel is gelegen aan de rivier de Maas nabij de plaats waar het riviertje de Voer hierin uitmondt. Aan de oostzijde van het kasteel bevindt zich een statige oprijlaan met aan het andere uiteinde een Mariakapel met moordkruis.

## Geschiedenis en bewoners
Het kasteel was in de vroege middeleeuwen eigendom van de prins-bisschoppen van Luik. In 1334 is er sprake van "den hof tot Esde" welke werd geschonken door hertog Jan III van Brabant aan Dyederic van Montjoy en Valkenburg. Zo kwam de heerlijkheid Eijsden in bezit van de heren van Valkenburg in de persoon van Walram van Valkenburg. In 1558 kwam Eijsden in bezit van Arnold II Huyn van Amstenraedt, heer van Geleen, drossaerd van het Land van Valkenburg, gouverneur van Brabants Maastricht en kapitein-generaal van Limburg en de Landen van Overmaze.
Zijn dochter Anna huwde met Willem de Lamargelle. Hun zoon Arnold de Lamargelle was degene die in 1636 de oude hof verving door het huidige kasteel in de vorm van een lusthof. Door vererving kwam het kasteel voor korte tijd in handen van de familie van Hoensbroeck, na het huwelijk van Anton Ulrich Dominicus Hyacinthe des H.R.Rijksgraaf van Hoensbroeck-Oost (1676-1727) met Maria Alexandrina Philippina Francisca Godefrida de la Margelle (1684-1713). Een dochter van die laatsten, Isabella Adolpha Philippine des H.R.Rijksgravin van Hoensbroeck-Oost, vrouwe van Eijsden (1708-1742) trouwde in 1729 met Hubert Maur Ferdinand des H.R.Rijksgraaf de Geloes (1698-1763), waarna het door vererving in bezit kwam van de familie De Geloes. Het familiewapen van deze familie bevindt zich op het bassin op het voorplein.
Een van de laatste vrouwelijke afstammelingen van de tak De Geloes d'Eysden, Marie gravin de Geloes d'Eysden (1881-1956), trouwde in 1902 met Marcel graaf de Liedekerke de Pailhe (1875-1931). Hun kleinzoon dr. Marcel graaf de Liedekerke de Pailhe (1935) bewoont met zijn echtgenote Béatrice Christyn de Ribaucourt nog steeds het kasteel.

## Beschrijving van het kasteel
Het kasteel is gebouwd in 1636, verbouwd in 1767 en historiserend gerestaureerd in 1881-1886. Het bestaat uit twee haaks op elkaar staande vleugels die aan de buitenhoek op een uitspringende zware hoektoren aansluiten die weer geflankeerd wordt door een smal traptorentje. Beide torens zijn voorzien van een helmdak met knobbelspits. Aan het uiteinde van de oostvleugel bevindt zich eveneens een torenachtig gebouw met daarin een poort met doorgang naar het binnenplein. Boven deze poort bevindt zich het jaartal van voltooiing van het kasteel en het alliantiewapen van de families De Lamargelle en von Bocholtz. Ook deze toren heeft een helmdak met knobbelspits. Het geheel is volledig omgracht waardoor het als een waterkasteel kan worden betracht. Het kasteel is gebouwd in een maniëristische Maaslandse renaissance-stijl, met gevels die alle rijkelijk zijn voorzien van speklagen (banden van Namense steen afgewisseld met rode bakstenen), vensteromlijstingen van Namense steen en een kroonlijst van Namense steen.
De verbouwingen in 1767 tot 1770, uitgevoerd door de Luikse architect Etienne Fayen, betroffen voornamelijk het inwendige van het kasteel en omvatten stucversieringen en betimmeringen in Lodewijk XV-stijl op de begane grond en geschilderde bovendeurstukken in de eetzaal. Later werd het interieur en bordestrap van de verdieping in Lodewijk XVI-stijl uitgevoerd. In het kasteel bevindt zich tevens een schoorsteenmantel afkomstig uit kasteel Oost.
Bij de verbouwing in 1881-1886 werden dakerkers toegevoegd, de spits van de hoektoren vernieuwd en het traptorentje van de knobbelspits voorzien. De zuidgevel kreeg hardstenen kruisvensters en de kroonlijst werd gedeeltelijk vernieuwd. De ingang van het kasteel werd aan het binnenplein vernieuwd in neorenaissancestijl.
Bij het kasteel ligt een poortgebouw met voorhof, beide gedateerd uit 1649 en herbouwd na een brand in dat jaar. Het poortgebouw heeft een helmdak voorzien van een knobbelspits en aan de veldzijde een hardstenen poortomlijsting. Deze gebouwen zijn in 1883-1885 gerestaureerd waarbij het noordelijke deel is herbouwd.
Het park, aangelegd rond 1900, is vrij toegankelijk. Het is aangelegd door de indertijd beroemde Franse tuinarchitect Achille Duchêne (1866-1947) als vervanging van een laat-18e-eeuws park. Van dit oorspronkelijke park resteert alleen het gedeelte aan de noordzijde van het kasteel met hierin een eveneens 18e-eeuwse ijskelder. In het huidige park bevindt zich een neorococovijver en een beeldengroep met drie putti. Op de zuidelijke terrasmuur staan een aantal borstbeelden en tuinvazen afkomstig van het nabijgelegen Oost. Een van de beelden stelt de herdersgod Pan voor, een geliefd motief van het ancien régime.
In 1952 begaf de toren met de ingangspoort over de gracht het. Deze is in 1958 weer gerenoveerd.

## Trivia
- In 1672 had stadhouder Willem III van Oranje in het kasteel zijn hoofdkwartier gevestigd bij zijn strijd tegen de Fransen (Beleg van Maastricht, 1673). In 1676 was hij nogmaals op kasteel Eijsden neergestreken.
- In 1748 had de Franse maarschalk graaf Ulrich Friedrich Waldemar von Löwenthal bij de Slag bij Lafelt eveneens zijn hoofdkwartier in het kasteel. Na de verovering werd hij Frans gouverneur van Maastricht.
- In 1995 verbleef koningin Beatrix op het kasteel toen ze Koninginnedag vierde in Eijsden.

## Galerij

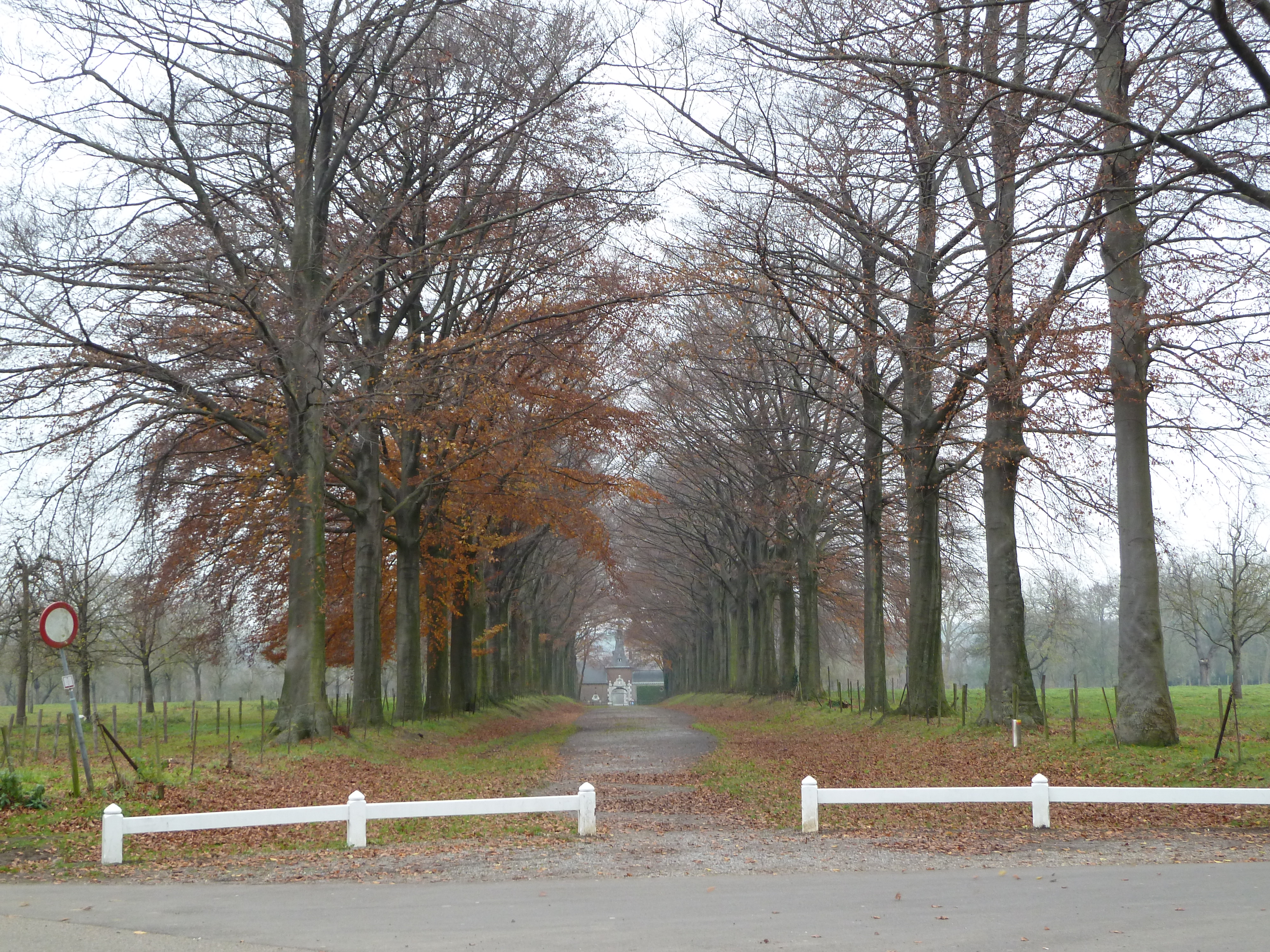
Oprijlaan van het kasteel gezien vanaf "De Wiette Päölkes"
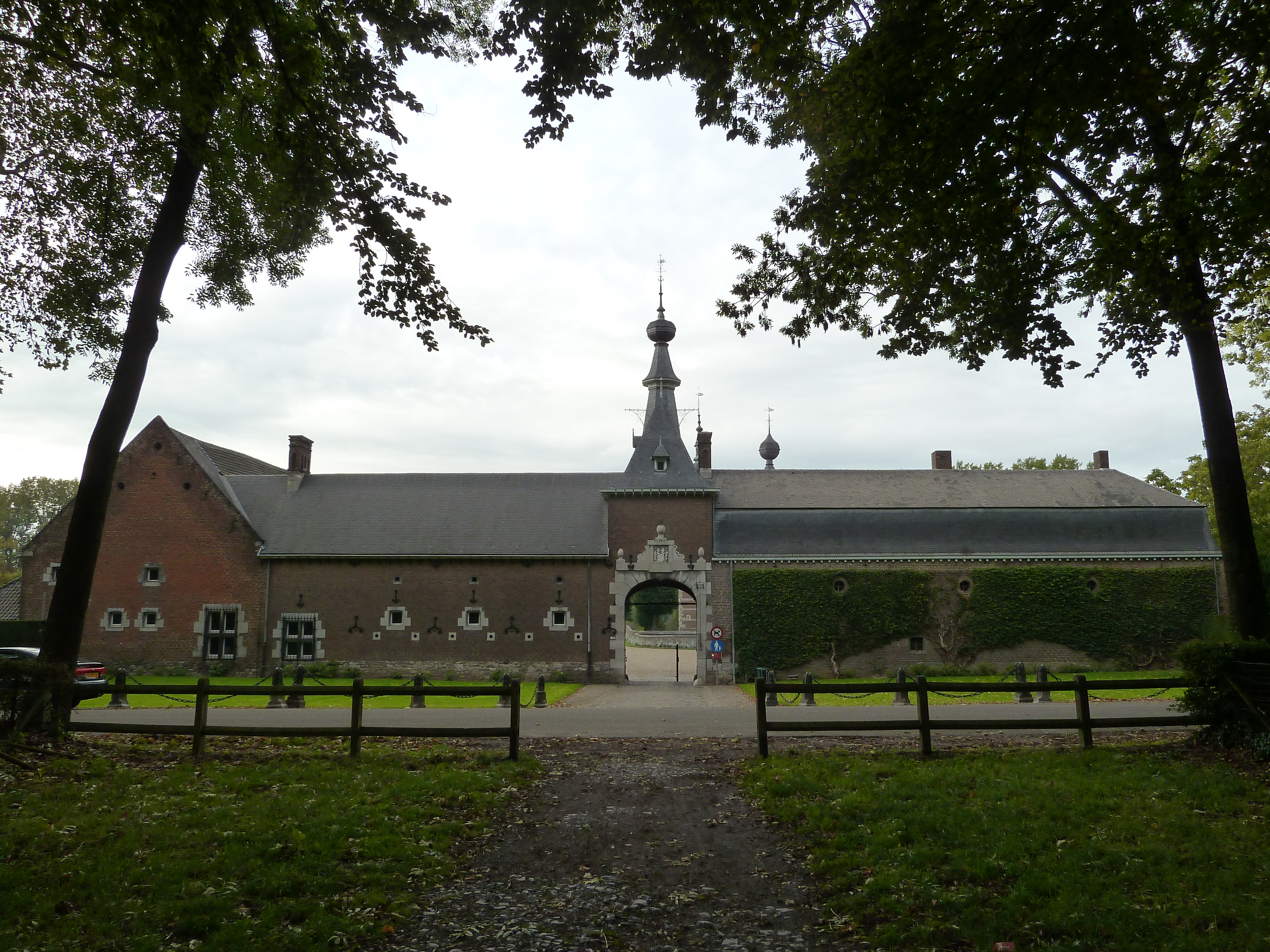
Poortgebouw buitenzijde
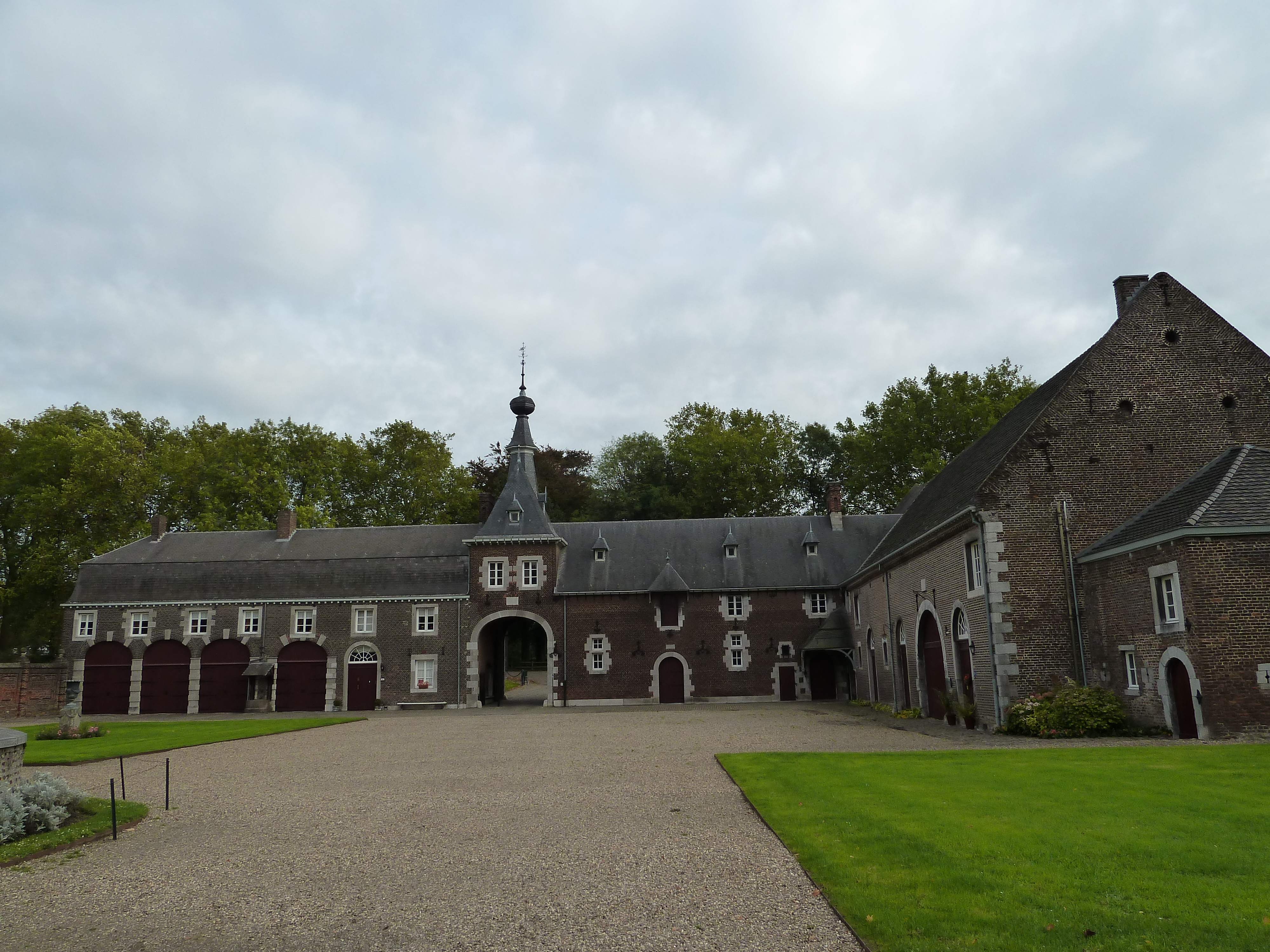
Poortgebouw binnenzijde
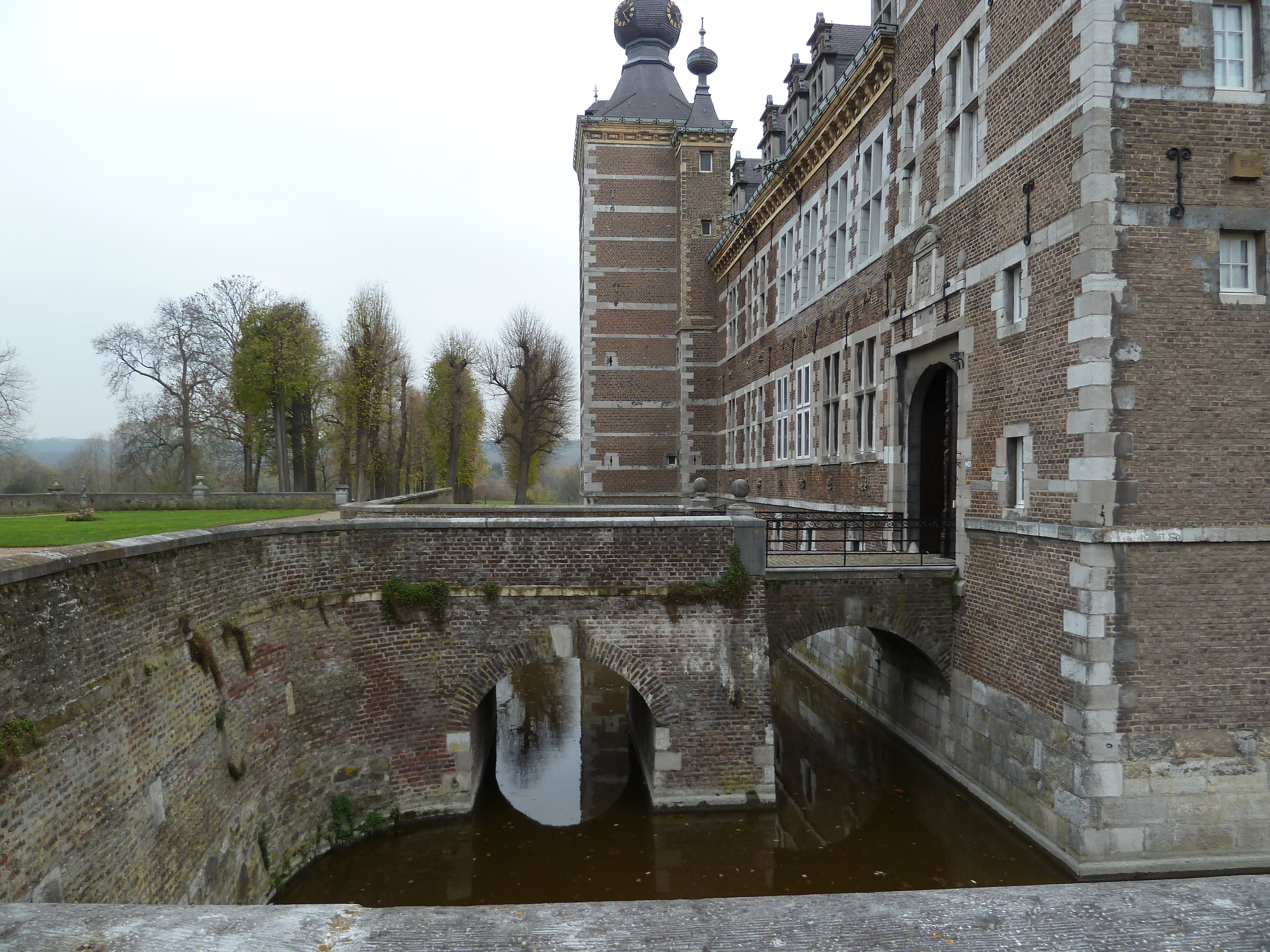
Slotgracht met brug